# گوگرد تری اکسید
گوگرد تری‌اکسید یک ماده شیمیایی متشکل از مولکول‌های SO3 است. در این مولکول، اتم‌های اکسیژن با یک پیوند دوگانه و دو پیوند ساده به اتم گوگرد متصل هستند و یک ساختار مثلثی با زاویه پیوند ۱۲۰ درجه تشکیل داه‌اند. به دلیل ساختارهای رزونانسی مختلف، می‌توان پیوند بین گوگرد و هر یک از اکسیژن‌ها را چیزی بین پیوند اُبی و ضامن ساده و دوگانه در نظر گرفت.

## خواص فیزیکی
گوگرد تری‌اکسید، ماده‌ای فرار با نقطه جوش ۴۵ درجه سانتی‌گراد است و در فاز گازی به شکل تک مولکولی وجود دارد. این ماده در حالت جامد حداقل به سه شکل مختلف (آلفا و بتا و گاما) وجود دارد که نتیجه تراکم مولکول‌های SO3 و ایجاد ساختارهای چندپار و بسپارها است.

## خواص شیمیایی
این ماده دارای میل ترکیبی فوق‌العاده زیاد است و معمولاً در واکنش‌ها به عنوان اسید لوویس عمل می‌کند. از دیگر واکنش‌های رایج گوگرد تری‌اکسید، واکنش‌های انتقال الکترون است که این ماده به عنوان یک اکسنده قوی عمل می‌کند
همچنین این ماده یک اسید آرنیوس (اسیدی که در آب حل و تولید یون هیدرونیوم می‌کند) است و در آب خاصیت اسیدی ایجاد می‌کند.

## روش‌های تهیه
گوگرد دی‌اکسید در مجاورت یک کاتالیزگر و در واکنش با اکسیژن هوا به SO
۳ اکسید می‌شود:
تولید گوگرد تری‌اکسید: (SO2(g) + O2 → SO3(g
واکنش بالا در دمای معمولی بسیار کند است؛ لذا در روش صنعتی، از دماهای بالاتر (۴۰۰C تا۷۰۰C) و از یک کاتالیزگر (مانند وانادیم پنتوکسید V
۲O
۵ یا اسفنج پلاتین) استفاده می‌شود.

## استفاده در صنعت
بیش‌ترین استفاده صنعتی گوگرد تری‌اکسید در تهیه سولفوریک اسید به روش مجاورت است. از واکنش گوگرد تری اکسید با [آب]، محلول سولفوریک اسید تشکیل می‌شود:
تولید سولفوریک اسید: (SO3(g) + H2O(l) → H2SO4(aq